# Хакикат (газета)
XӀакъикъат (Истина) — общественно-политическая газета на аварском языке, издаваемая в Дагестане.
В газете освещаются общественные, экономические и политические аспекты жизни Дагестана. Публикуются материалы по языку и культуре аварцев.
Газета издаётся с 3 апреля 1917 года. В 1918 году получила название «ХӀалтӀулел чагӀи» (Рабочий народ), в 1920 — «БагӀараб байрахъ» (Красное знамя), в 1921 — «БагӀарал мугӀрул» (Красные горы), в 1934 — «МагӀарул большевик» (Большевик гор), в 1951 — «Дагъистаналъул правда» (Дагестанская правда), в 1957 — вновь «БагӀараб байрахъ», в начале 1990-х — вновь «XӀакъикъат». Сотрудниками и авторами газеты в разное время были Махач Дахадаев, Гамзат Цадаса и Расул Гамзатов.
11 августа 2009 года в Махачкале был убит сотрудник газеты Малик Ахмедилов.